# هيلين بارسيلو
هيلين بارسيلو (من مواليد 1954) هي عالمة رياضيات من كيبيك متخصص في التوليفات الجبرية. و تشمل اهتماماتها نظرية التمثيل التوافقي، ونظرية التماثل، وترتيبات الطائرات المفرطة. وشغلت منصب أستاذ فخري في الرياضيات بجامعة ولاية أريزونا، ونائبة مدير معهد بحوث العلوم الرياضية (MSRI). كما كانت رئيسة تحرير مجلة نظرية الاندماج، السلسلة أ، من عام 2001 إلى 2009.

## حياتها التعليمية والوظيفية
أكملت هيلين رسالة الدكتوراه من جامعة كاليفورنيا بسان دييغو في عام 1988. وأشرف على أطروحتها أدريانو غارسيا، والتي كانت حول عمل المجموعة المتماثلة حول الجبر الحر والكذب على علم التماثل والتناسق في شعرية التقسيم.
التحقت بكلية ولاية أريزونا لإكمال دراسات ما بعد الدكتوراه في جامعة ميشيغان. وتقاعدت من كلية ولاية أريزونا، وأصبحت أستاذًا فخريًا هناك، وأصبحت نائب مديرمعهد بحوث العلوم الرياضية MSRI في عام 2008.

## شهرتها
انتُخبت هيلين كزميلة في عام 2018 في الجمعية الرياضية الأمريكية وزميلة في عام 2019 في جمعية المرأة للرياضيات.

## روابط خارجية
- الصفحة الرئيسية